# زي توربو
خوسي كوريا لاعب كرة قدم من غينيا بيساو معروف بإسم زي توربو مولود في بيساو في غينيا بيساو، ولد في (22 أكتوبر 1996) .

## روابط خارجية
زي توربو على موقع الاتحاد الأوربي (الإنجليزية)
- زي توربو على موقع قاعدة بيانات كرة القدم.إي يو (الإنجليزية)
- زي توربو على موقع ليكيب (الفرنسية)
- زي توربو على موقع Soccerbase.com (لاعب) (الإنجليزية)
- زي توربو على موقع Soccerway.com (الإنجليزية)
- زي توربو على موقع عالم كرة القدم.نت (الإنجليزية)
- زي توربو على موقع AS.com (الإسبانية)